# راي ناكاجاوا
راي ناكاجاوا (باليابانية: 中川里江) مواليد 26 ديسمبر 1973، هي مؤدية أصوات يابانية.

## الأعمال

### أنمي
- فيت/زيرو
- إيسيكاي نو سيكيشي مونوغاتاري
- لوفلي كومبلكس
- سبيد غرافر
- يوغي

## وصلات خارجية
- راي ناكاجاوا على موقع ميوزك برينز (الإنجليزية)
- راي ناكاجاوا على موقع ANN person (الإنجليزية)
- راي ناكاجاوا  في شبكة أخبار الأنمي